# Thierry Lincou
Thierry Lincou (2 de abril de 1976) es un jugador profesional de squash de Francia nacido en la Isla Reunión. Llegó a ser el mejor jugador del mundo en enero de 2004. Ese año, Lincou ganó tanto el título del Abierto Mundial como el de la Super Series.
Lincou ha disfrutado de considerable éxito en el nivel de élite de este deporte, elevándose a ritmo constante en las posiciones desde su entrada al circuito profesional de squash en 1994. Ha vencido a varias figuras internacionales de este deporte, incluyendo a Peter Nicol, Jonathon Power, David Palmer, Lee Beachill, y otros. Lincou ha sido uno de los jugadores más regulares del circuito —alcanzando 9 semifinales consecutivas del PSA en 2003 y permaneciendo en el lugar número 1 a nivel mundial durante el 2005—.
En 2003, Lincou fue parte del equipo francés que terminó como subcampeón contra Australia en el Campeonato Mundial de Squash.